# Đá hoa cương

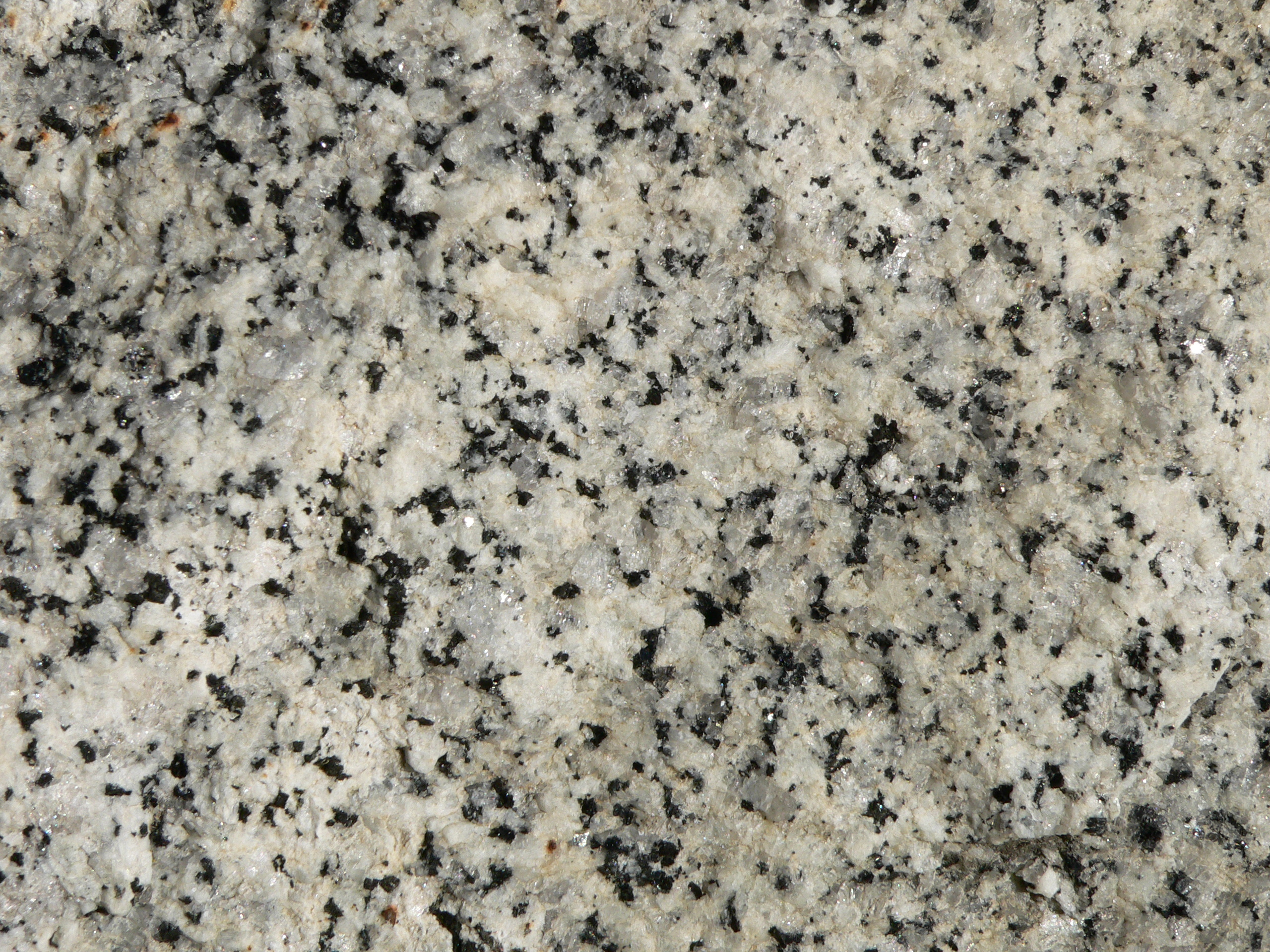
Đá hoa cương ở Vườn Quốc gia Yosemite, thung lũng sông Merced

Đá hoa cương, còn gọi là đá granit (còn được viết là gra-nít, gờ-ra-nít, bắt nguồn từ từ tiếng Pháp granite /ɡʁanit/), là một loại đá mácma xâm nhập phổ biến có thành phần axít. Đá hoa cương có kiến trúc hạt trung tới thô, khi có các tinh thể lớn hơn nằm nổi bật trong đá thì gọi là kiến trúc porphia hay nổi ban. Đá hoa cương có màu hồng đến xám tối hoặc thậm chí màu đen, tùy thuộc vào thành phần hóa học và khoáng vật cấu tạo nên đá. Các khối đá hoa cương lộ ra trên mặt đất ở dạng khối và có xu hướng tròn cạnh khi bị phong hóa. Đá hoa cương đôi khi xuất hiện ở dạng trũng tròn được bao bọc bởi các dãy đồi được hình thành từ quá trình biến chất tiếp xúc nhiệt hay sừng hóa.
Đá hoa cương hầu hết có cấu tạo khối, cứng và xù xì, và được sử dụng rộng rãi làm đá xây dựng. Tỷ trọng riêng trung bình là 2.75 g/cm³ độ nhớt ở nhiệt độ và áp suất tiêu chuẩn là ~4.5 • 1019 Pa•s.

## Khoáng vật học
Granit được phân loại dựa trên biểu đồ QAPF dùng cho đá granitoit hạt thô và được đặt tên dựa trên phần trăm của thạch anh, fenspat kiềm (Orthoclas, sanidin, hoặc microclin) và plagiocla trên 1/2 biểu đồ A-Q-P. 
Granit thực thụ theo khái niệm của thạch học hiện đại chứa cả plagiocla và fenspat kiềm. Khi khối granitoit không có hoặc có ít plagiocla thì đá được gọi là granit kiềm. Khi granitoit chứa nhỏ hơn 10% Orthoclas thì được gọi là tonalit; pyroxen và amphibol là khoáng vật phổ biến trong tonalit. Granit chứa cả muscovit và biotit thì được gọi là granit hai mica. Granit hai mica thường có nhiều fenspat kali và ít plagiocla, thường gọi là granit kiểu S hoặc granit kiểu A. Dạng phun trào có cùng thành phần hóa học với granit gọi là ryolit.
Granit nguyên thủy có độ thấm sơ cấp thấp nhưng có độ thấm thứ cấp cao.

### Thành phần khoáng vật
Tỷ lệ trung bình của các thành phần khoáng vật trong granit trên thế giới được xếp loại theo phần trăm khối lượng theo thứ tự giảm dần như sau:
- SiO2 — 72.04%
- Al2O3 — 14.42%
- K2O — 4.12%
- Na2O — 3.69%
- CaO — 1.82%
- FeO — 1.68%
- Fe2O3 — 1.22%
- MgO — 0.71%
- TiO2 — 0.30%
- P2O5 — 0.12%
- MnO — 0.05%

Dựa trên 2485 kết quả phân tích

## Phân bố

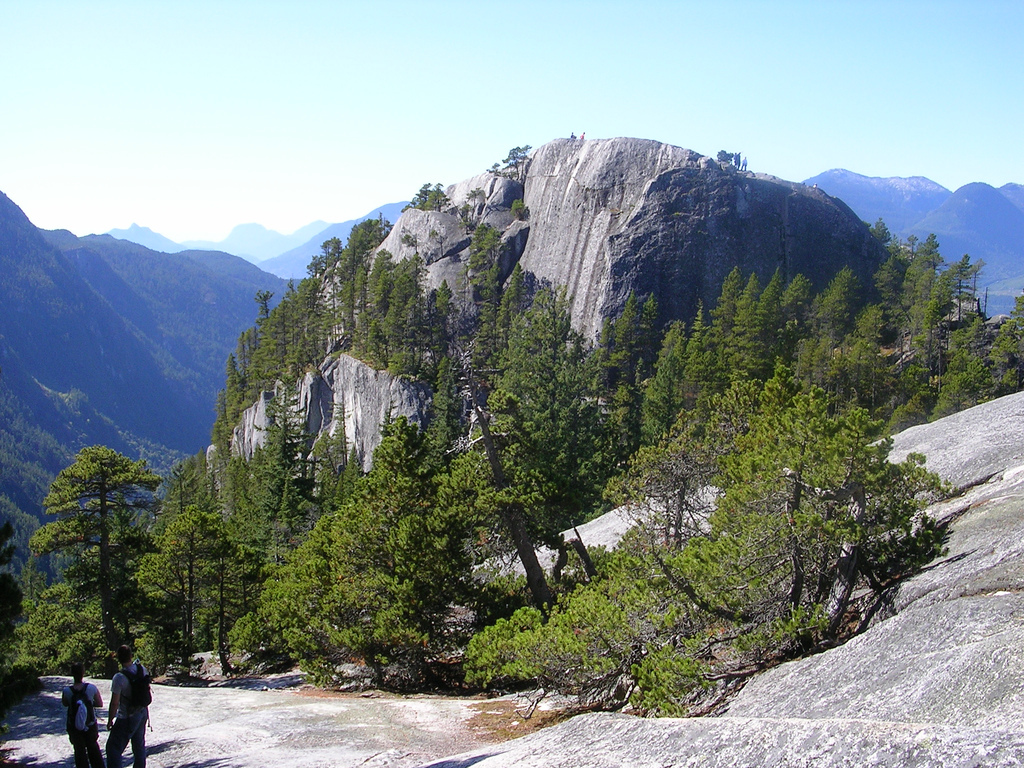
Stawamus Chief là một granit monolith ở British Columbia,Canada

Granit được biết như là loại đá cấu tạo nên phần lớn vỏ lục địa của Trái Đất. Granit thường xuất hiện ở dạng khối tương đối nhỏ, nhỏ hơn 100 km² và trong thể batholith, chúng thường đi cùng với các đai tạo núi. Các mạch nhỏ có thành phần giống granit được gọi là mạch aplit và chúng thường phân bố ở rìa của khối xâm nhập granit. Ở một vài nơi, các khối pegmatit hạt rất thô cũng đi cùng với granit. 
Granit đã xâm nhập vào lớp vỏ của Trái Đất trong suốt các giai đoạn địa chất, mặc dù đa số trong chúng có tuổi tiền Cambri. Đá granit là đá nền bị phủ bởi hầu hết các đá trầm tích mỏng trong vỏ lục địa.
Ngoài việc phân bố phổ biến trên thế giới, các khu vực được biết đến với các mỏ granit nổi tiếng như: Brasil - Phần Lan - Ấn Độ - Na Uy - Bồ Đào Nha (Chaves - Vila Pouca de Aguiar) - Tây Ban Nha (Galicia - Extremadura) - miền nam châu Phi (Angola - Namibia - Nam Phi - Zimbabwe) - Thuỵ Điển (Bohuslän) - Hoa Kỳ (New Hampshire - Vermont - Minnesota - Bắc Carolina)

## Nguồn gốc

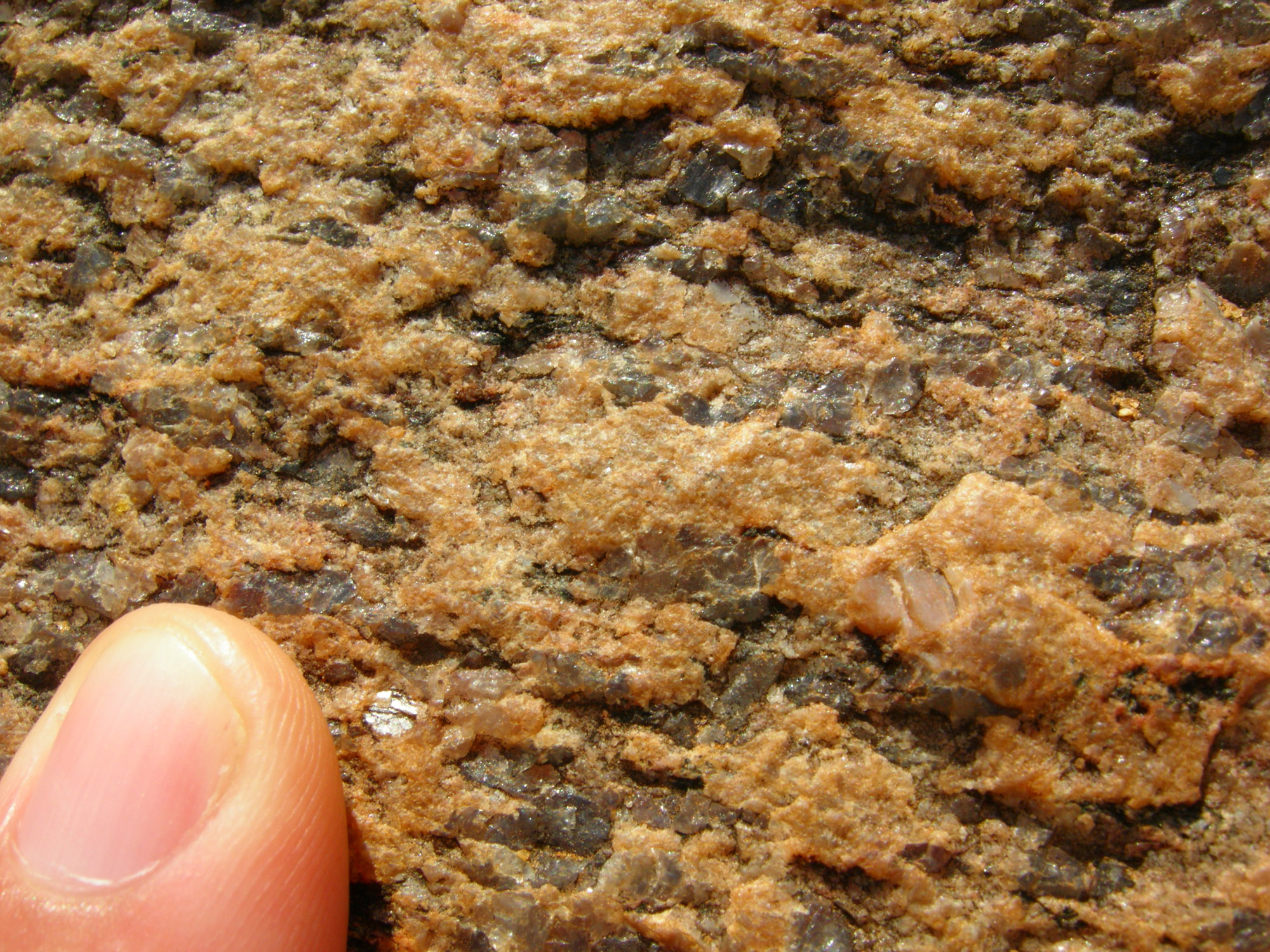
Granit lộ ra ở Chennai, Ấn Độ.

### Thời Cổ đại

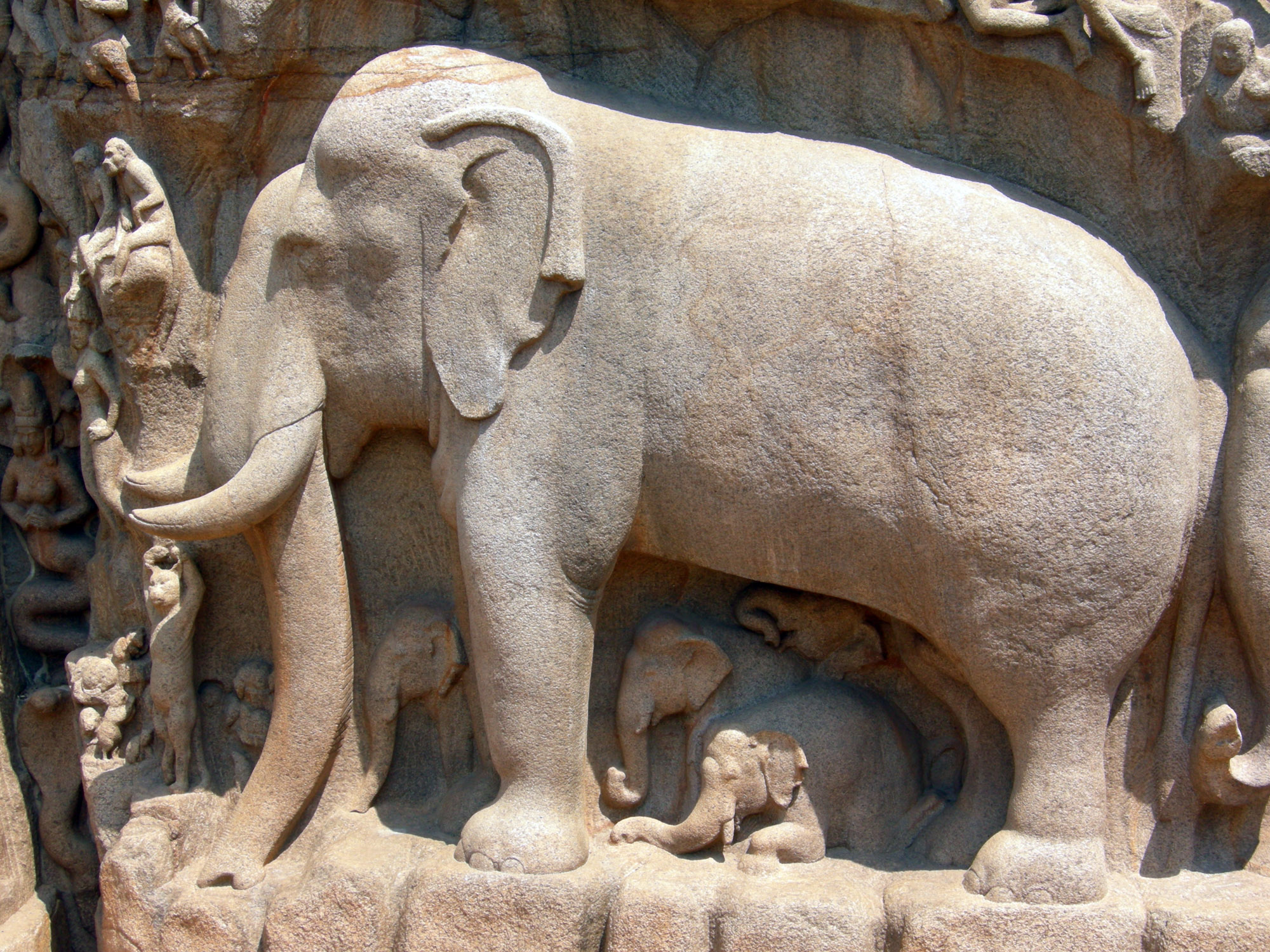
Voi và các chạm trổ trên đá granit; Mahabalipuram, Ấn Độ.

### Ngày nay

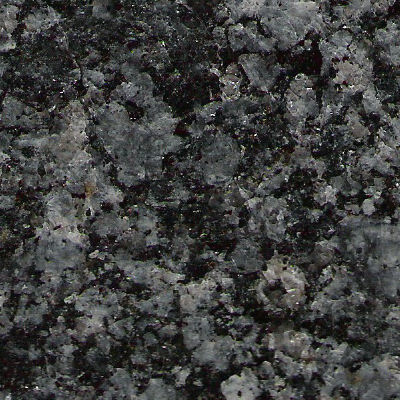
Azul Noche (Spain)
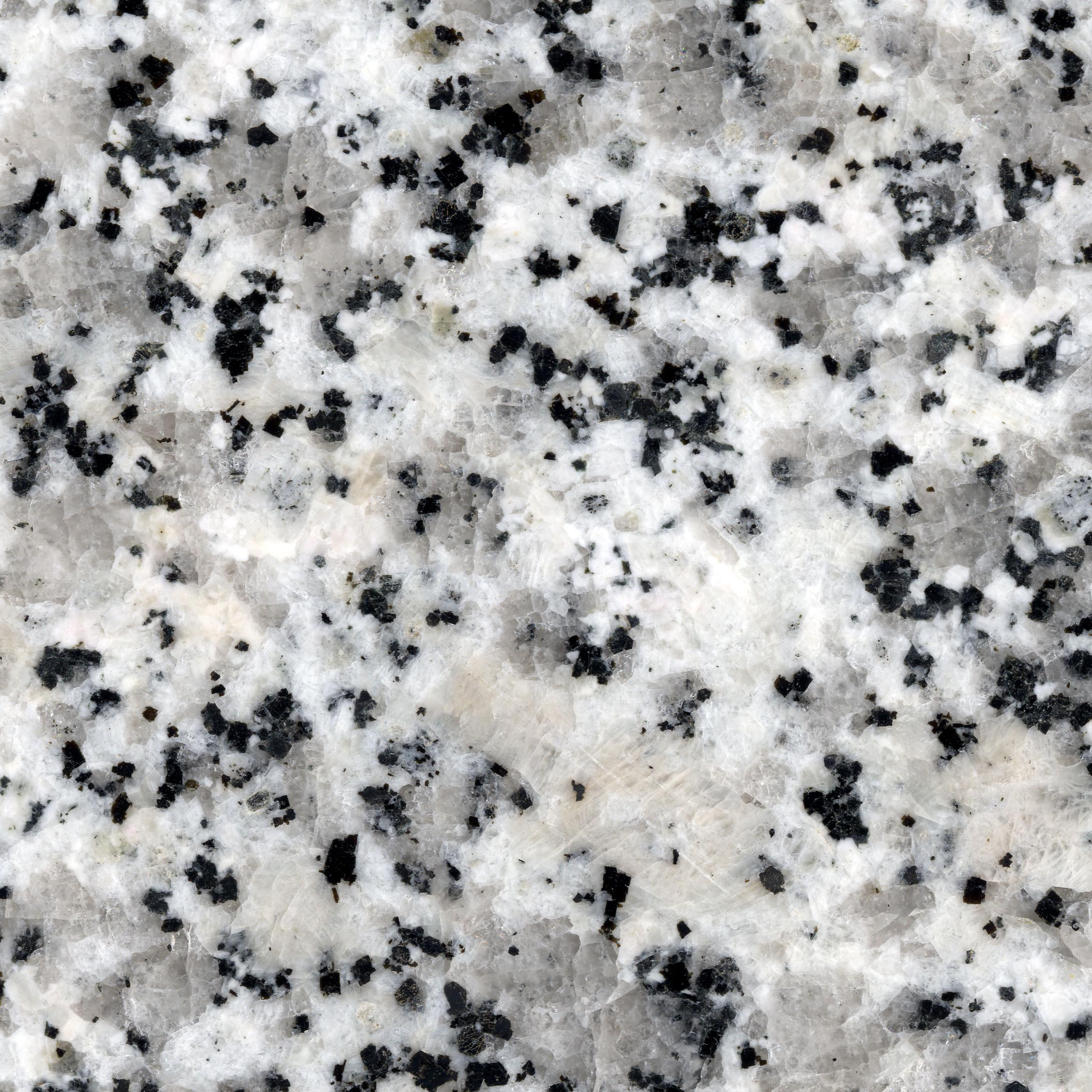
Bianco Tarn (France)
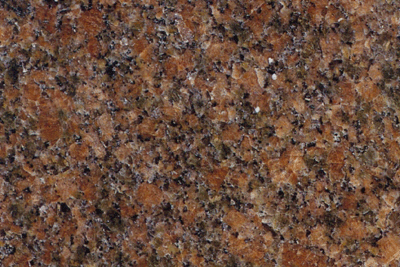
Bohus (Sweden)
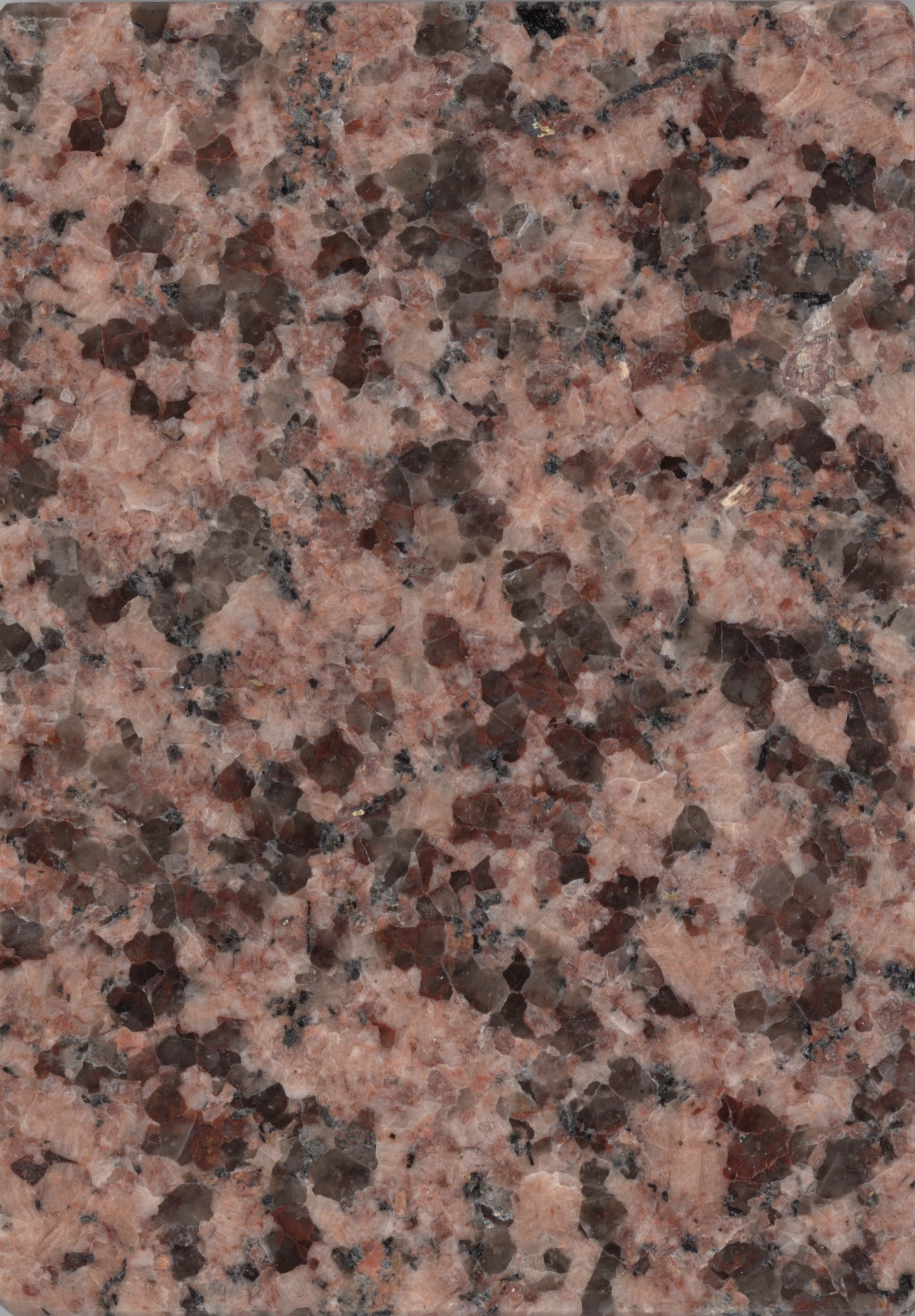
Meissen (Germany)
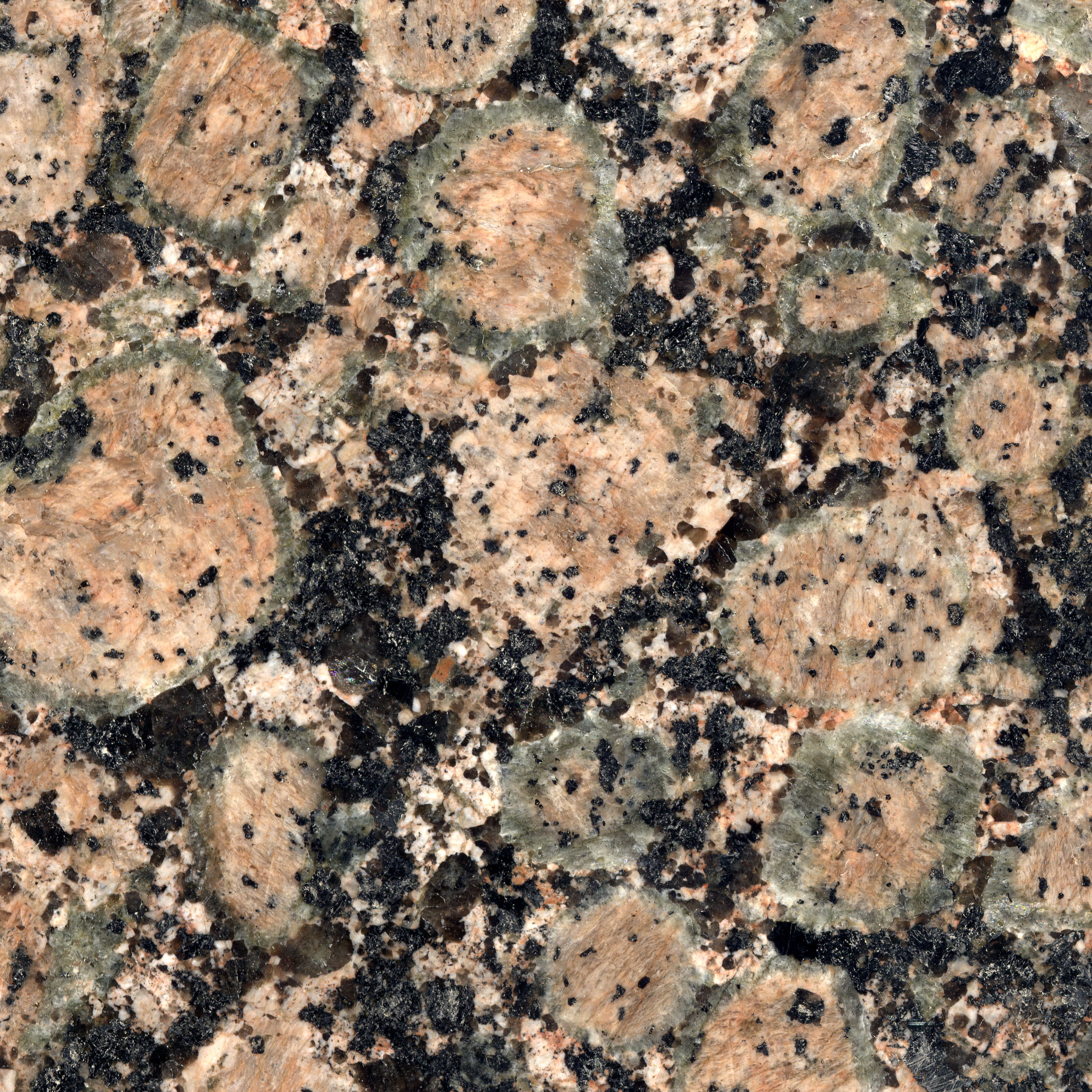
Rapakivi Baltic Brown (Finland)

## Vách đá giả

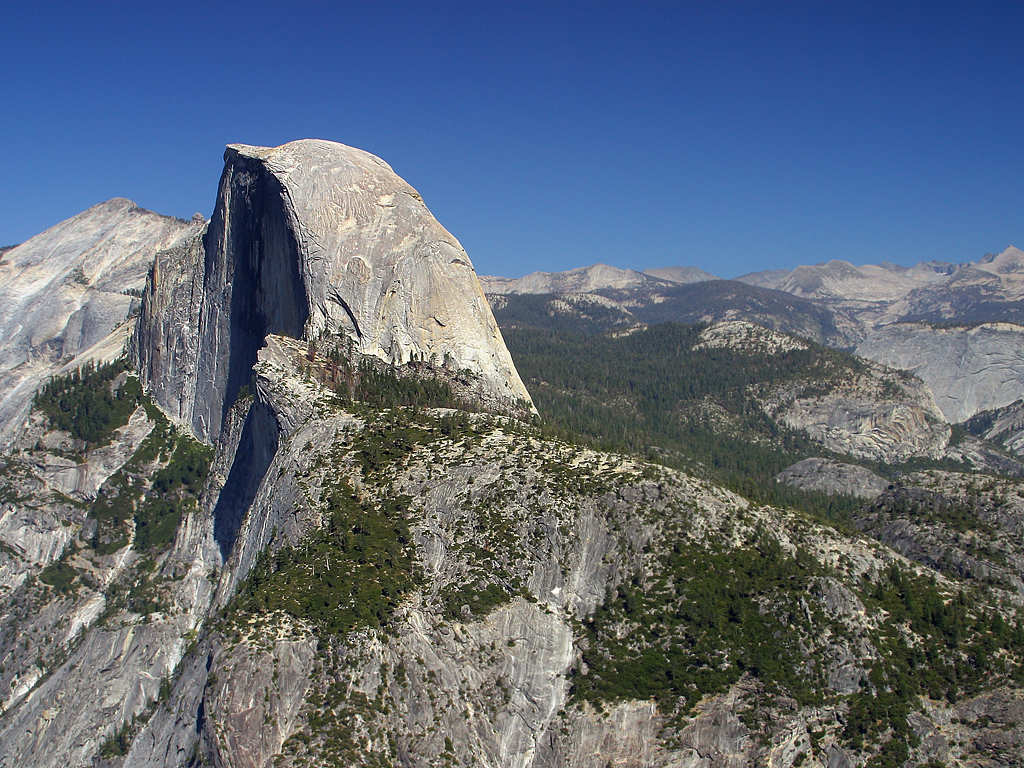
Nửa vòm đá bị cắt bởi băng, Yosemite, là một vòm granit cổ và là vách đá dùng để leo núi

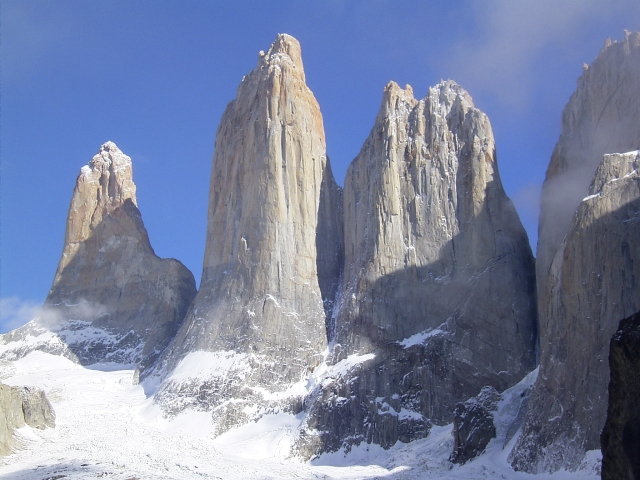
Đỉnh granit thuộc dãy Torres del Paine ở Patagonia, Chile